# Irvin Waller
Irvin Waller är en kanadensisk kriminolog (vänsterrealist).
Waller tog doktorsexamen i kriminologi och juridik 1973 vid University of Cambridge i Storbritannien. Sedan 1982 är Waller professor i kriminologi vid University of Ottawa i Kanada.
År 2004 fick Waller Stephen Schafer Award av National Organization for Victim Assistance för "Outstanding Contributions to the Victims' Movement in the Field of Research", och "Captain of Crime Prevention Award" (1996) från Belgiens inrikesministerium.

## Karriär
Waller har varit rådgivare åt flera justitieministrar i Kanada, samt en medlem av National Criminal Justice Commission i USA mellan 1994 och 1995. Från 1996 till 1997 var han en del av den grupp som skulle ta fram policys för trygghet och säkerhet i Sydafrika. Han har även varit rådgivare åt överstatliga organisationer som Förenta nationerna (FN) och Organisation for Economic Co-operation and Development (OECD).
På 1990-talet grundade han International Centre for Prevention of Crime i Montreal, som är en delverksamhet inom FN som arbetar för en effektiv brottsprevention, en verksamhet som stöds av regeringar i såväl Västeuropa som Amerika.
År 2002 startade Waller Världshälsoorganisationen (WHO) projekt World Report on Health and Violence.
Waller är författare till den kända boken Less Law, More Order: The Truth about Reducing Crime.

## Forskning
Från 1980-talet fram tills idag har Irvin Wallers publicerat forskning om brottsprevention och viktimologi, och vilka policys som verkställs i Västeuropa, Nordamerika och internationellt. Inom viktimologin var han pionjär och har fått utnämningar för det, bland annat av World Federation of Mental Health och United States National Organization for Victim Assistance.

## Publikationer i urval

### Böcker
- Waller, Irvin (2011). Mehr Recht und Ordnung! – oder doch lieber weniger Kriminalität?. Mönchengladbach, Forum Verlag Godesberg. Burkhard Hasenpusch und Erich Marks, Herausgegeben im Auftrag des Deutschen Präventions.
- Waller, Irvin (2011). Effective Crime Prevention: Scientific Strategies for Public Security. Peking, Kina, Chinese People's Public Security University Press.
- Waller, Irvin (2010). Rights for Victims of Crime: Rebalancing Justice. New York City, Rowman and Littlefield.
- Waller, Irvin (2009). Lutter contre la délinquance : Comment le tout repressif tue la sécurité. Paris, L'Harmattan, Renée Zauberman, Logiques sociales.
- Waller, Irvin (2008). Menos represión. Más seguridad: Verdades y mentiras acerca de la lucha contra la delincuencia. Mexiko, Instituto Nacional de Ciencias Penales, Mexiko.
- Waller, Irvin (2006). Less Law, More Order: The Truth about Reducing Crime. West Port, Praeger Imprint Series.
- Waller, Irvin (2003). Crime Victims: Doing Justice to Support and Rights. Helsinki: European United Nations Institute for Crime Prevention and Criminal Justice.

### Kapitel i böcker
- Waller, Irvin (2011). "Stopping Crime Requires Successful Implementation of What Works", i Future of Criminology, av Rolf Loeber och Brandon Welsh. Oxford, Oxford University Press.
- Waller, Irvin (2011). "Victimology, Victim Services, and Victim Rights in Canada", Criminology: A Canadian Perspective (upplaga 7), av Linden, Rick. Toronto, Nelson, 2011.
- Waller, Irvin (2011). "Preface", i Young Homicide Offenders and Victims Development, Risk Factors, and Prediction from Childhood, av David Farrington och Rolf Loeber. Springer.
- Waller, Irvin (2010). "Crime Prevention Partnerships, International", Encyclopedia of Victimology and Crime Prevention, Bonnie S. Fisher och Steven P. Lab. Los Angeles, Sage.
- Waller, Irvin (2008). "International standards for victims in Asia: What norms? What achievements? What next?", i Support for Victims of Crime in Asia, av Wing-Cheong Chan (red). London, Routledge.